# Сеспедес, Хаир
Хаир Эдсон Сеспедес Сегарра (исп. Jair Edson Céspedes Zegarra; 22 марта 1984, Мольендо, Арекипа) — перуанский футболист, левый защитник клуба «Куско». Выступал за сборную Перу.

## Карьера

### Клубная карьера
Первым профессиональным клубом Сеспедеса стал «Альянса Лима», в котором защитник не смог пробиться в основной состав и выступал на правах аренды за клубы второго дивизиона. В 2006 году он перешёл в «Спорт Бойз», где играл в течение двух сезонов в качестве игрока основного состава. В 2008 году защитник присоединился к тогдашнему чемпиону страны «Универсидад Сан-Мартин», и помог команде во второй раз подряд выиграть чемпионский титул.
Осенью 2008 года Сеспедес уехал выступать в Израиль. В этой стране он за полтора сезона сменил четыре команды и в начале 2010 года вернулся в Перу. В дальнейшем играл за клубы-середняки чемпионата страны. В 2016 году присоединился к одному из сильнейших клубов Перу — «Спортинг Кристал».

### Карьера в сборной
Дебютировал в сборной Перу 24 марта 2007 года в товарищеском матче против Японии. В том же 2007 году тренер Хулио Сесар Урибе включил Сеспедеса в заявку на Кубок Америки, но на турнире защитник не сыграл ни одного матча. Затем футболиста долгое время не вызывали в сборную, и свой второй матч за национальную команду он провёл только в 2012 году.
Также Сеспедес был в заявке национальной команды на Кубках Америки 2015 и 2016 годов, но на поле не выходил.

## Достижения
- Чемпион Перу: 2008